# 14185 Van Ness
14185 Van Ness este un asteroid din centura principală de asteroizi.

## Descriere
14185 Van Ness este un asteroid din centura principală de asteroizi. A fost descoperit pe 21 noiembrie 1998 la Stația Anderson Mesa în cadrul programului LONEOS. Asteroidul prezintă o orbită caracterizată de o semiaxă mare de 2,57 ua, o excentricitate de 0,19 și o înclinație de 7,2° în raport cu ecliptica.